# Gudō Uchiyama
(Uchiyama Gudō)
Gudō Uchiyama (内山 愚童?, Uchiyama Gudō; Ojiya, 17 maggio 1874 – Ichigaya, 24 gennaio 1911) è stato un monaco buddista giapponese di scuola Zen Sōtō, coinvolto nell'Episodio di alto tradimento (大逆事件?, Taigyaku jiken) del 1910, conosciuto anche come Episodio di Kōtoku (幸徳事件?, Kōtoku jiken), che vide coinvolti, oltre lui, altri venticinque anarco-socialisti. Processato, fu giustiziato nel 1911.

## La vita
Gudō Uchiyama nacque ad Ojiya nella prefettura di Niigata il 17 maggio 1874, primo di quattro figli di un falegname specializzato nell'intagliare immagini del Buddha, arte che lo stesso Gudō apprese e che poi continuò nella sua vita da monaco zen dove scolpì numerose statue del Buddha che donò ai suoi fedeli. Seguì gli studi con profitto guadagnando dei premi scolastici offerti dal governatore della prefettura, e fu presto introdotto al pensiero di un riformatore sociale giapponese del XVII secolo, Sakura Sōgorō (佐倉惣五郎? 1597-1645). All'età di sedici anni Gudō perse il padre e, il 12 aprile 1897 all'età di 23 anni, venne ordinato monaco buddista presso il tempio Hōzō-ji. Dopo sette anni di studio zen, Gudō divenne erede del Dharma di Miyagi Jitsumuyo sostituendolo come abate del Rinsen-ji, tempio situato tra le montagne che circondano Hakone. Questo tempio, il Rinsen-ji, era piuttosto umile con la sala coperta da un tetto di paglia, luogo di incontro religioso di una modesta comunità contadina. Dialogando con i giovani del villaggio Gudō si fece portavoce di una riforma agricola che riequilibrasse l'ingiustizia sociale generata dalla proprietà della terra da parte di pochi latifondisti, mentre i contadini erano costretti nel ruolo di fittavoli. Durante il successivo processo che lo vide coinvolto, Gudō ricordò come l'esperienza monastica buddista cinese era fondata su una comunità in cui tutti, compresi i monaci di alto rango, vestivano allo stesso modo, mangiavano le stesse pietanze, lavoravano la stessa terra. Per Gudō questo modello di vita fondato sull'eguaglianza poteva essere esportato all'intera società. Il modello sociale di Gudō era quindi l'antico sangha (giapp. 僧伽?, sōgya) buddista cinese con il suo stile di vita comunitario privo di qualsivoglia proprietà privata. Nel 1904 Gudō ebbe modo di conoscere il periodico anarco-socialista Heimin shinbun e di verificare la corrispondenza tra le sue idee e quelle propugnate da questo periodico. Ciò lo portò alla consapevolezza di essere un anarco-socialista. A partire dal mese gennaio dello stesso anno Gudō avviò quindi una stretta collaborazione con l'Heimin shinbun per mezzo del quale ebbe modo di rendere pubbliche le sue convinzioni sull'assonanza tra i principi del buddismo con quelli del socialismo. Nel numero del 17 gennaio 1904, Gudō scrisse:
Presto l'Heimin shimbun dovette chiudere su ordine del Governo, pubblicando il suo ultimo numero il 25 gennaio 1905. Ma il movimento socialista giapponese non si arrese: continuarono tumulti e proteste sociali e anche pacifiste contro la guerra nei confronti della Russia. Il 22 febbraio 1907 il Partito Socialista fu messo al bando e i suoi dirigenti arrestati. Impossibilitati a svolgere qualsiasi attività legale, alcuni appartenenti a questo movimento decisero di passare alle vie di fatto, all'"azione diretta" tipica dei movimenti anarchici europei, progettando un attentato contro la famiglia imperiale. In questo contesto Gudō  si recò a Tokyo per acquistare una tipografia attrezzandola in modo clandestino dentro al suo tempio, dietro l'altare del Buddha. Stampò numerose pubblicazioni anarco-socialiste e una sua opera, il Nyugoku Kinen-Museifu Kyosan-Kakumei (Commemorazione della carcerazione: rivoluzione anarco-comunista). Spedì questi opuscoli agli abbonati dello Heimin shimbun, alcuni dei quali iniziarono a distribuirli nelle strade. Molti opuscoli contenevano una critica serrata alla famiglia imperiale.

## Il carcere
Il 24 maggio 1909 mentre era di ritorno da un corso di formazione presso il tempio di Eihei-ji Gudō venne arrestato. Inizialmente le accuse riguardavano la stampa clandestina, ma la polizia dichiarò di aver rinvenuto nel suo tempio anche dodici stecche di dinamite, gelatina esplosiva e delle micce. Nonché l'immagine del figlio dell'imperatore collocata sulla porta della latrina del tempio. Alcuni testimoni contemporanei riferiscono che l'esplosivo era stata immagazzinato nel tempio in concomitanza alla costruzione della ferrovia sulla montagna Hakone, ciononostante Gudō venne condannato a 12 anni di carcere ridotti a sette in appello. Il 25 maggio 1910 due anarco-sociasti furono arrestati dopo che la polizia rinvenne nelle loro case degli esplosivi. Il seguito delle indagini portò a ventisei le persone incarcerate con l'accusa di "Crimini contro il Trono". Tra questi, Gudō, già in carcere da un anno, e altri due monaci: Takagi Kenmyo (1864-1914) della scuola Jodo-Shin e Mineo Setsudō (1885-1919) della scuola Zen Rinzai. 